# 岸田文雄遇襲事件
岸田文雄遇襲事件发生于當地時間2023年4月15日上午11時30分許。当时在日本和歌山縣和歌山市雜賀崎漁港，一名24歲的男子木村隆二向原本預定為日本首相岸田文雄選舉演說場地投擲類似管狀炸彈的爆炸物。岸田并未受伤，但现场一名警察受轻伤。

## 背景
2022年9月，日本眾議院和歌山縣第1區議員岸本周平因為要參選同年秋季的和歌山縣知事選舉而辭去了議員職位，因此和歌山縣在2023年4月23日舉行補選。
自民黨前眾議院議員門博文表態參選，岸田為了表達支持而造訪和歌山市。

## 事件
岸田文雄於當地時間上午11時30分許結束和歌山市雜賀崎漁港的視察行程，原預計於中午12時許前往和歌山車站前發表演說。突然遭一名男子丟擲銀色管狀的爆炸物，岸田文雄在保安人員的保護下展開防彈背包撤離現場，搭車前往和歌山縣警察總部。約50秒後，爆炸物爆炸。岸田文雄並無受傷，事後下午岸田文雄繼續前往和歌山車站前進行街頭演講。事件中有一名警察輕傷，左臂縫了數針。

## 嫌疑人
涉案嫌疑人是一名24歲男性木村隆二，居住在兵庫縣川西市。他被當地居民和現場警員制伏，其即場被警察以涉嫌武力妨礙公務罪名作現行犯逮捕，目前他行兇的動機仍不明確。疑犯表示：「等律師來了我再說」。警方已在現場扣押2枚管狀爆炸物，其中1枚在現場爆炸，另1枚是在警方制伏疑犯時查獲。
木村隆二對日本的選舉制度懷有不滿。他曾試圖參加2022年7月的第26屆日本參議院議員通常選舉，但年齡未達到《公職選舉法》規定的30歲，也無法繳納300萬日元保證金。他在2022年6月起訴，要求國家賠償其10萬日元的精神損失費。他認為這樣的限制違反了憲法賦予成年公民的選舉權利，還認為安倍晉三國葬由內閣強行決定，「這種對民主主義的挑戰是不可容許的。」2022年11月，神戶地方裁判所駁回了他的訴訟，他又在12月向大阪高等裁判所上訴。

## 审理
8月31日，和歌山县警方以涉嫌谋杀未遂及违反爆炸物管制法等罪名对木村隆二提出起诉。经过检验，木村隆二持有的炸药具有杀伤力，县警认定嫌疑人意图刺杀。审查羁押于9月1日结束。9月6日，和歌山地方检察厅以谋杀未遂和违反爆炸物管制法的罪名对木村隆二提出起诉。
在庭审中，木村隆二主张自己没有意图刺杀，应当判伤害罪，并道歉“给各方添了麻烦”。
2025年2月19日，和歌山地方裁判所以杀人未遂等5项罪名判处木村隆二10年有期徒刑。3月4日，木村隆二表示不服判决，上诉至大阪高等裁判所。

## 反應

### 日本
遭受襲擊的日本首相岸田文雄在Twitter上發表聲明：「現在，我們正在進行對我們的國家和民主主義來說都非常重要的選舉。每一個人都必須清楚表達自己的想法，因為你們是這個國家的主角。我會堅定地站在街頭演說的場地上，傳達我的思想。我已經準備好與全體國民一起共同努力，毅然地完成這次重要的選舉。」
內閣官房長官松野博一表示：「選舉是民主主義的核心，像這樣的選舉中發生暴力行為是絕對不可容忍的。」
自民黨全國事務委員會委員長高木毅表示：「這是一種卑鄙的行為，也是一種不能容忍的野蠻行徑。我們將毫不猶豫地繼續競選，這就是民主的基礎。」
自民黨幹事長茂木敏充發表評論：「作為民主基石的選舉期間發生這種令人髮指的行為，令人極為遺憾，我們對此表示強烈譴責。」
公明黨代表山口那津男對於爆炸事件發表了演說：「政治家和候選人向選民呼籲是民主的最基本功能之一，這種行為妨礙了此功能，絕對不能容忍。」
日本維新會的代表馬場伸幸表示：「在去年的參議院選舉之後，現在這場能展現民意的選舉中發生暴力事件，是對民主主義的挑戰，讓人非常憤怒。」
立憲民主黨代表泉健太對於事件在Twitter上發表了聲明：「為了岸田首相、相關人員和聽眾的安全，祈願大家都沒事。目前我們還不清楚背景和具體情況，但絕對不能容忍對人施加危害的行為。」
國民民主黨的玉木雄一郎認為這種行為搖撼了民主主義的根基，絕對不能容許。我們不能因為暴力而屈服，必須堅定地進行選舉，堅守言論自由和政治活動自由。
日本共産黨志位和夫委員長在Twitter上表示：「我們強烈譴責暴力行為，首相平安無事是好事，希望沒有人受傷。」
和歌山縣知事岸本周平表示：「對於選舉期間中的暴行感到憤怒。我們不能屈服於暴力。對於犯罪分子，我們感到無比憤怒。」
日本前首相安倍晉三的妻子安倍昭惠在接受《朝日新聞》的採訪時表示：「這樣的事件絕不能再次發生。他（指岸田文雄）平安無事是最重要的。」